# Bertholdia braziliensis
Bertholdia braziliensis är en fjärilsart som beskrevs av George Francis Hampson 1901. Bertholdia braziliensis ingår i släktet Bertholdia och familjen björnspinnare. Inga underarter finns listade i Catalogue of Life.